# ووستوچنیی، قرقیزستان
ووستوچنیی (به قرقیزی: Восточный) شهری در استان بادکند کشور قرقیزستان است که در سرشماری سال ۲۰۰۵ میلادی، ۷٬۰۵۱ نفر جمعیت داشته است.